# Katjuschanka
Katjuschanka (ukrainisch und russisch Катюжанка) ist ein Dorf in der ukrainischen Oblast Kiew mit etwa 4200 Einwohnern (2006).
Das im Jahre 1500 gegründete Dorf liegt im Rajon Wyschhorod an der Regionalstraße P–02 42 km nordwestlich vom Rajonzentrum Wyschhorod, 50 km nordwestlich von Kiew und 16 km westlich von Dymer.
Im Dorf gibt es eine Berufsschule.
Am 12. Juni 2020 wurde das Dorf ein Teil der neugegründeten Siedlungsgemeinde Dymer, bis dahin bildete es zusammen mit dem Dorf Huta-Katjuschanska (Гута-Катюжанська) die gleichnamige Landratsgemeinde Katjuschanka (Катюжанська сільська рада/Katjuschanska silska rada) im Süden des Rajons Wyschhorod.

## Persönlichkeiten
- Natalija Sumska (* 1956); ukrainische Schauspielerin, Taras-Schewtschenko-Preisträgerin

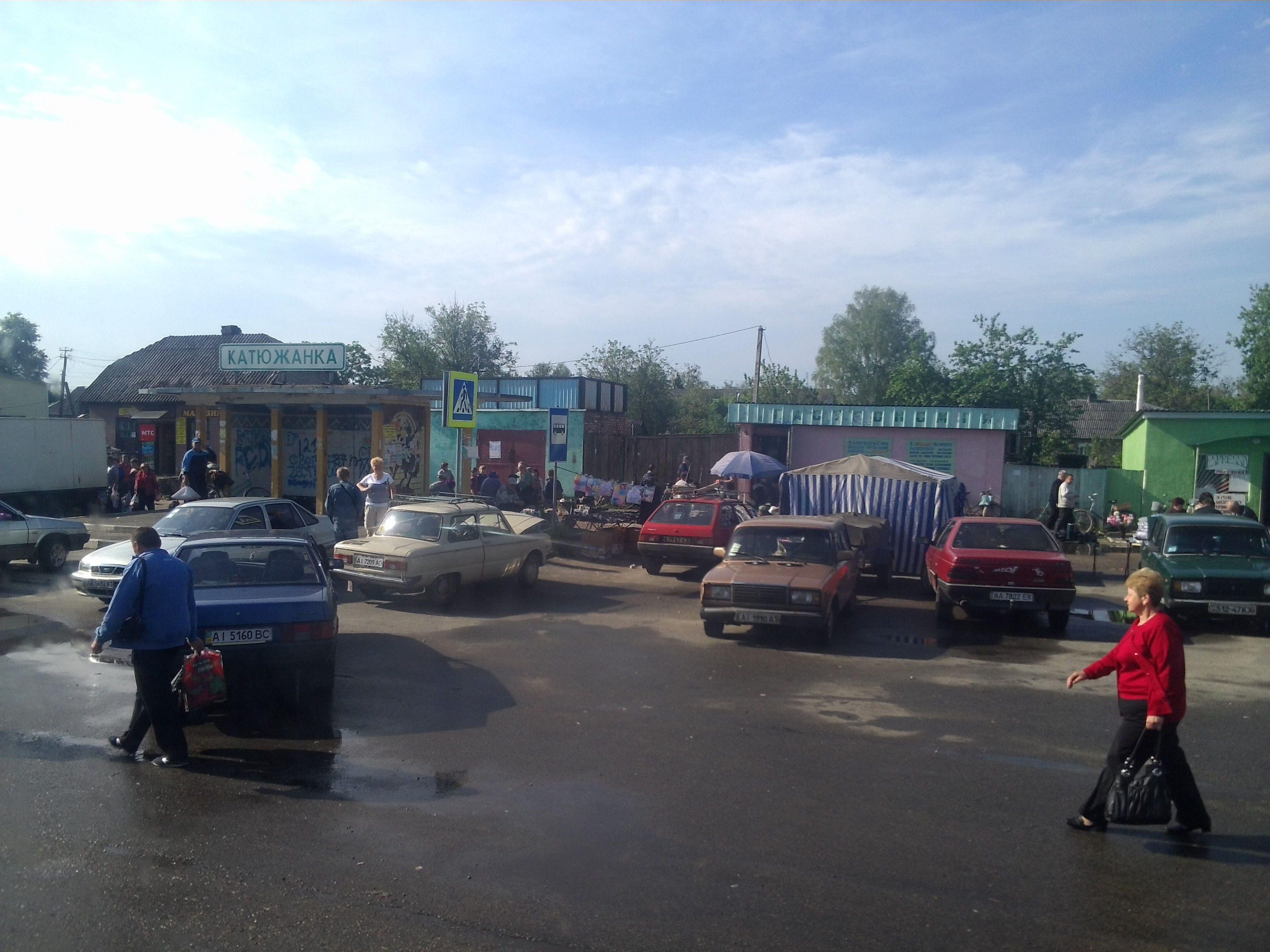
Dorfzentrum
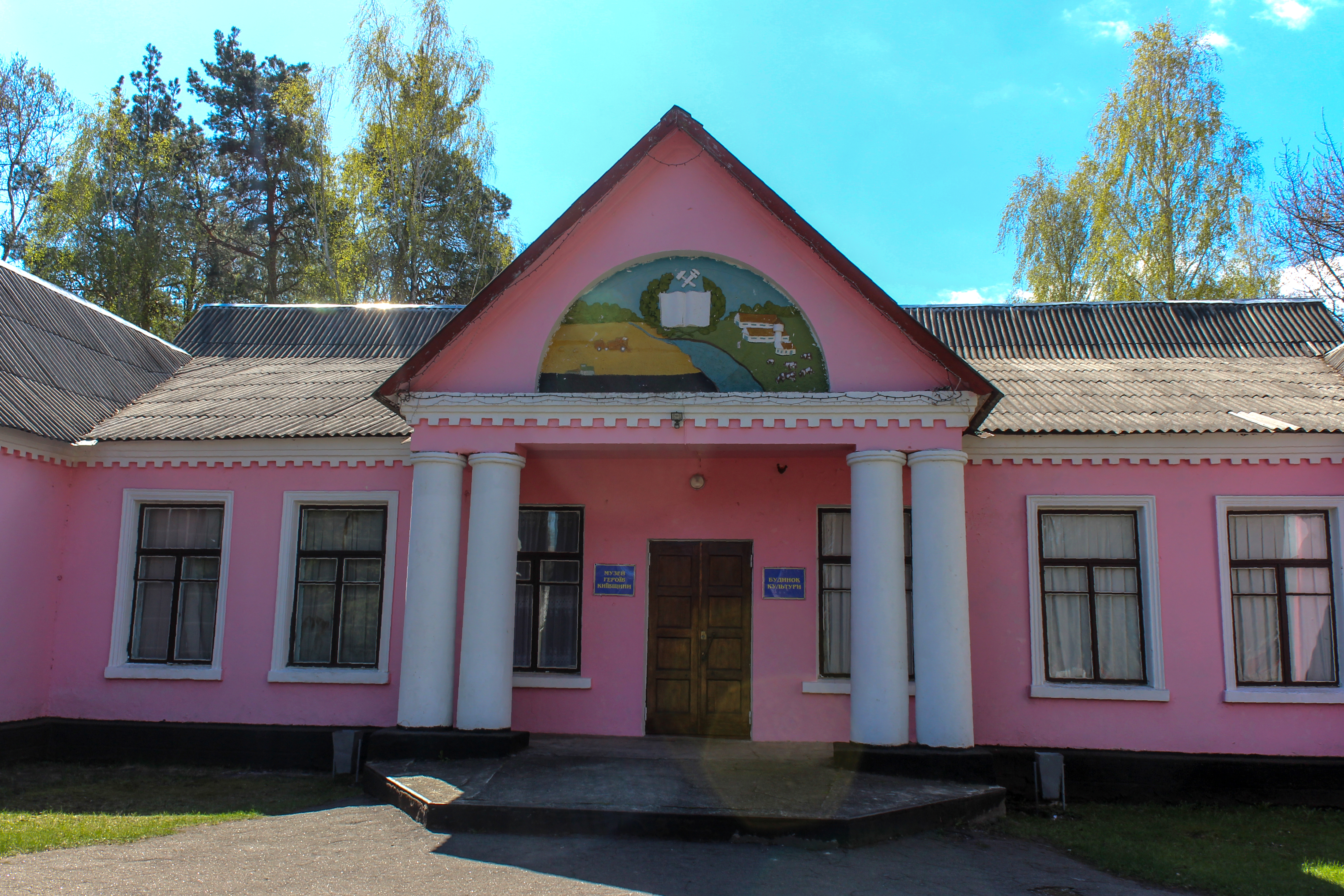
Museum der höheren Berufsschule im Dorf
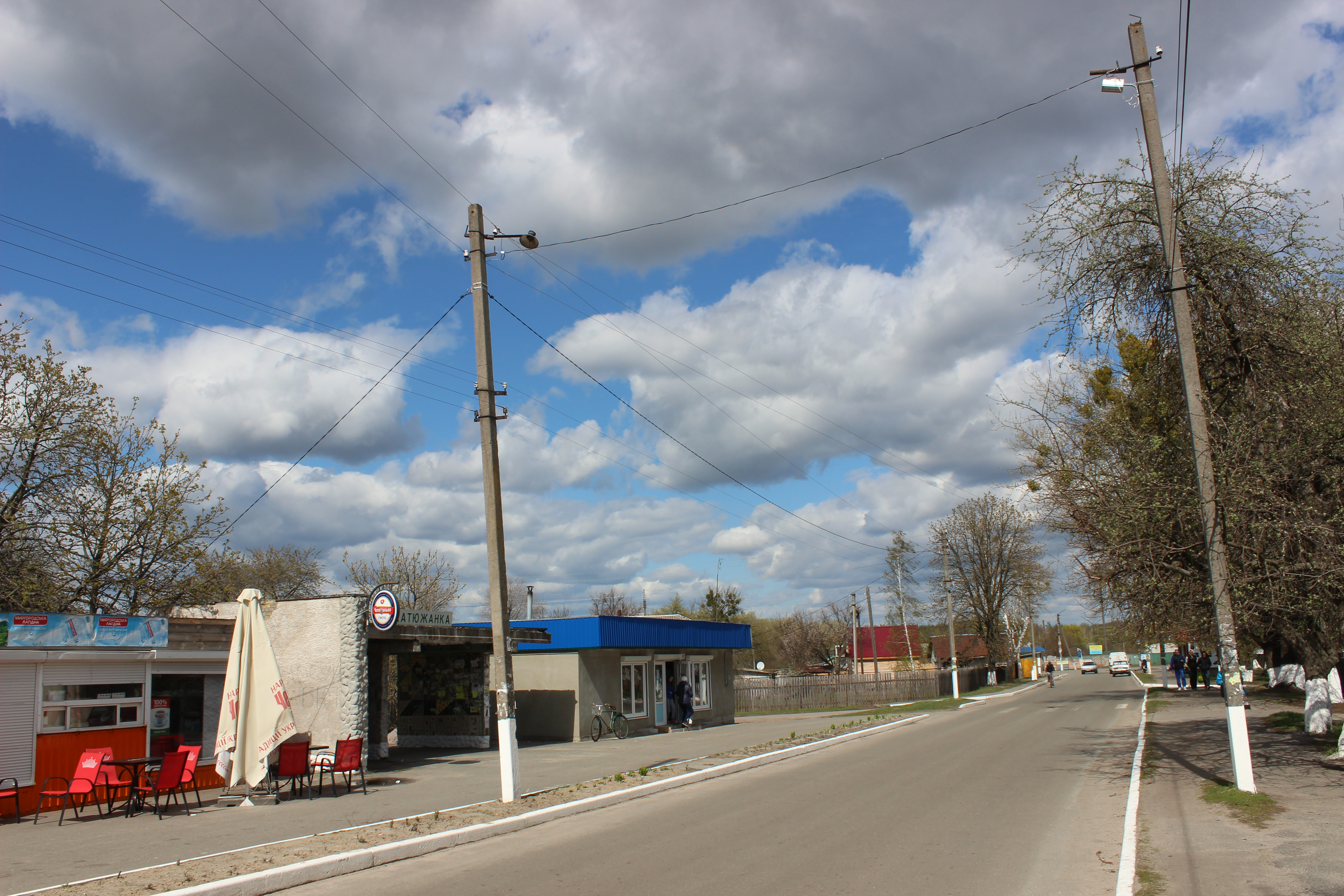
Bushaltestelle an der Taras-Schewtschenko-Straße